# Siderone leonora
Siderone leonora är en fjärilsart som beskrevs av Rudolf Bargmann 1928. Siderone leonora ingår i släktet Siderone och familjen praktfjärilar. Inga underarter finns listade i Catalogue of Life.